# Walter Häussermann

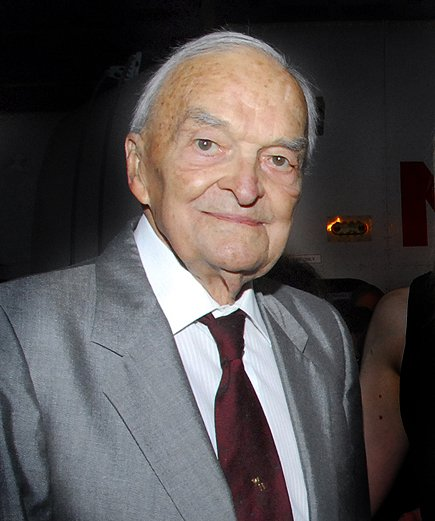
Walter Häussermann (Januar 2008)

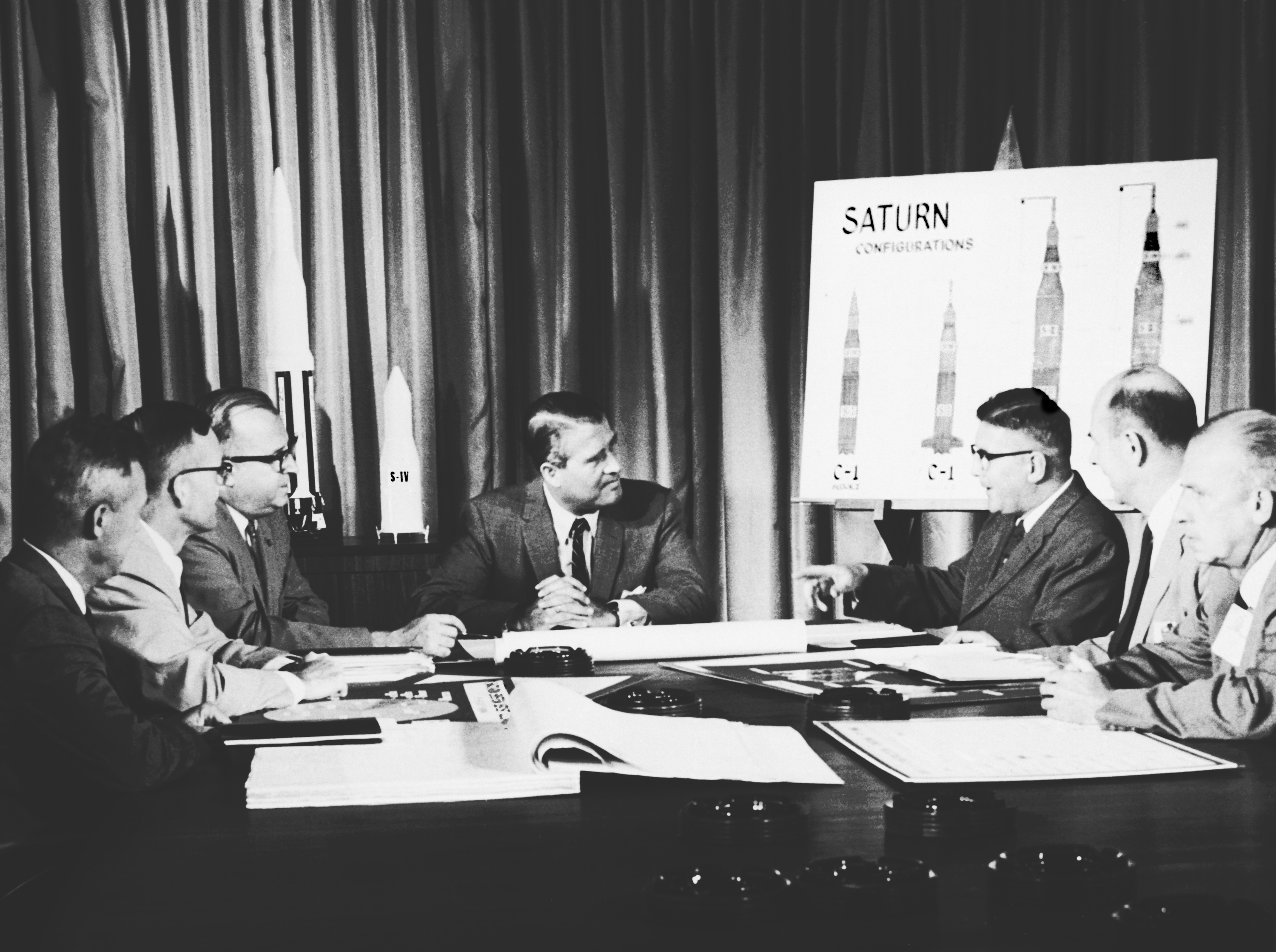
Walter Häussermann (1961, 2. v. l) mit Wernher von Braun (Mitte)

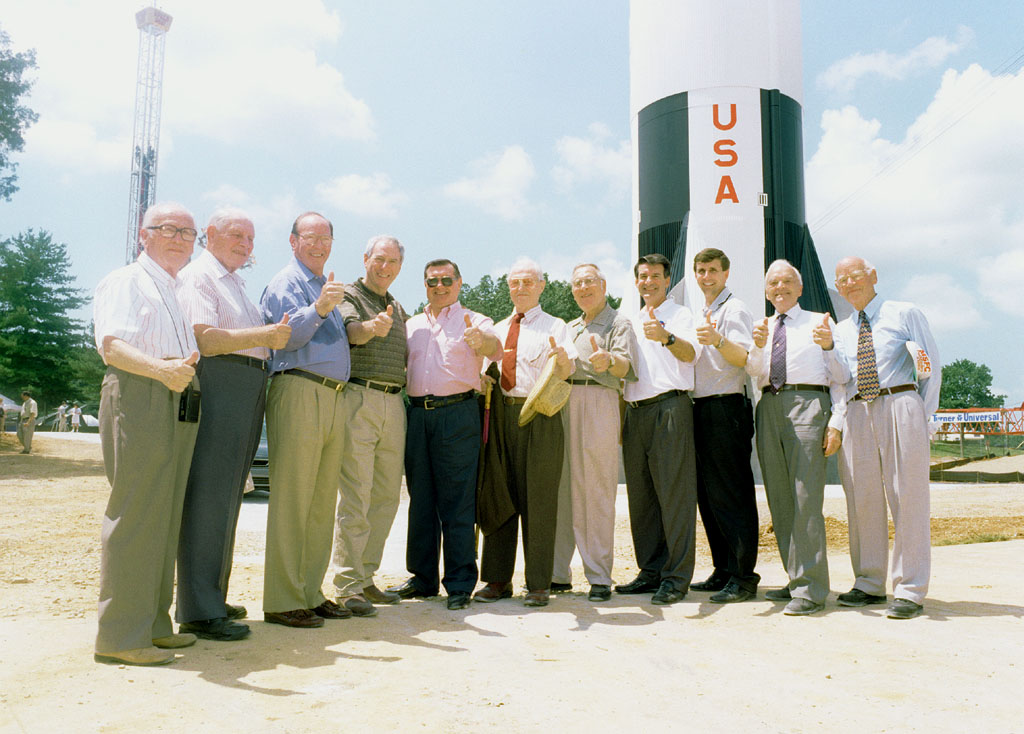
Walter Häussermann (1999, 2. v. r.)

Walter Häussermann (* 2. März 1914 in Künzelsau; † 8. Dezember 2010 in Huntsville, Alabama) war ein deutsch-amerikanischer Raketeningenieur.

## Leben
Walter Häussermann studierte Elektrotechnik an den Technischen Hochschulen Stuttgart und Darmstadt, wo er am 1. Dezember 1939 im Fach Physik promovierte.
Ab dem 2. Dezember 1939 arbeitete Häussermann (unter anderem für Siemens) in der Heeresversuchsanstalt Peenemünde im Raketenteam von Wernher von Braun an der Entwicklung der A4 (Propagandaname „V2“) mit. Von 1942 bis Kriegsende lehrte er an der TH Darmstadt.
Nach anfänglicher Weigerung aufgrund einer Erkrankung seiner Frau Ruth wechselte er im Januar 1948 im Rahmen der Operation Paperclip, wie viele deutsche Raketentechniker aus Peenemünde, nach El Paso in das dortige Raketentechnikerteam. Er arbeitete dort an dem US-Raumfahrtprogramm (Hermes-II-Projekt, Redstone-Rakete, Saturn-V-Projekt) im Bereich der Raketensteuerung mit. 1954 erhielt er die Staatsbürgerschaft der Vereinigten Staaten und wurde für seine Verdienste um das US-Weltraumprogramm 1959 mit der Decoration for Exceptional Civilian Service – der höchsten amerikanischen Militärauszeichnung für Zivilpersonen – ausgezeichnet. 1960 wurde er Direktor der Guidance and Control Division des Marshall Space Flight Centers der NASA.
Häussermann lebte zuletzt in Huntsville (Alabama).

## Auszeichnungen
- 1959: Decoration for Exceptional Civilian Service
- 1985: Verdienstorden des Landes Baden-Württemberg[2]